# سون سيونغ يون
سون سيونغ يون (هانغل: 손승연) هي مغنية كورية جنوبية، ولدت في 15 سبتمبر 1993.